# André Rossignol
Pour les articles homonymes, voir Rossignol (homonymie).
André Émile Henri Rossignol, né le 9 août 1890 à Paris (17e arrondissement) et mort le 5 décembre 1960 à Paris (16e arrondissement), était un pilote automobile français. Il est le premier double vainqueur de l'histoire des 24 Heures du Mans, en 1925 avec Gérard de Courcelles et en 1926 avec Robert Bloch.

## Biographie

### Jeunesse
André Émile Henri Rossignol, fils de Jean Rossignol et de Émilie Housset, naît le 9 août 1890 à Paris. Son père, ingénieur des Arts et Métiers, avait ouvert en 1885 une carrière en association avec son camarade de promotion Émile Roger, les Sablières Rossignol, installées au 52 rue des Dames à Paris qui permit à la famille de prospérer rapidement. André avait un frère, Marcel, qui travaillera comme préparateur dans l'équipe de Pierre Curie.
En 1888, Émile Roger, futur parrain d'André, devient le premier importateur en France des véhicules et moteurs Benz, utilisant l'argent des Sablières pour financer sa passion de l'automobile naissante. Il participera à la course de "voitures sans chevaux" Paris-Rouen de 1894 (considérée comme la première course automobile de l'histoire, sous le no 85) puis à la Paris-Bordeaux-Paris de 1895 (no 13) sur ses automobiles Roger. André restera ébloui par ce parrain décédé en 1898, accumulant durant son enfance et son adolescence les aventures motorisées avec ses parents et les défis compétitifs avec son frère, dans une France qui découvrait l'automobile.

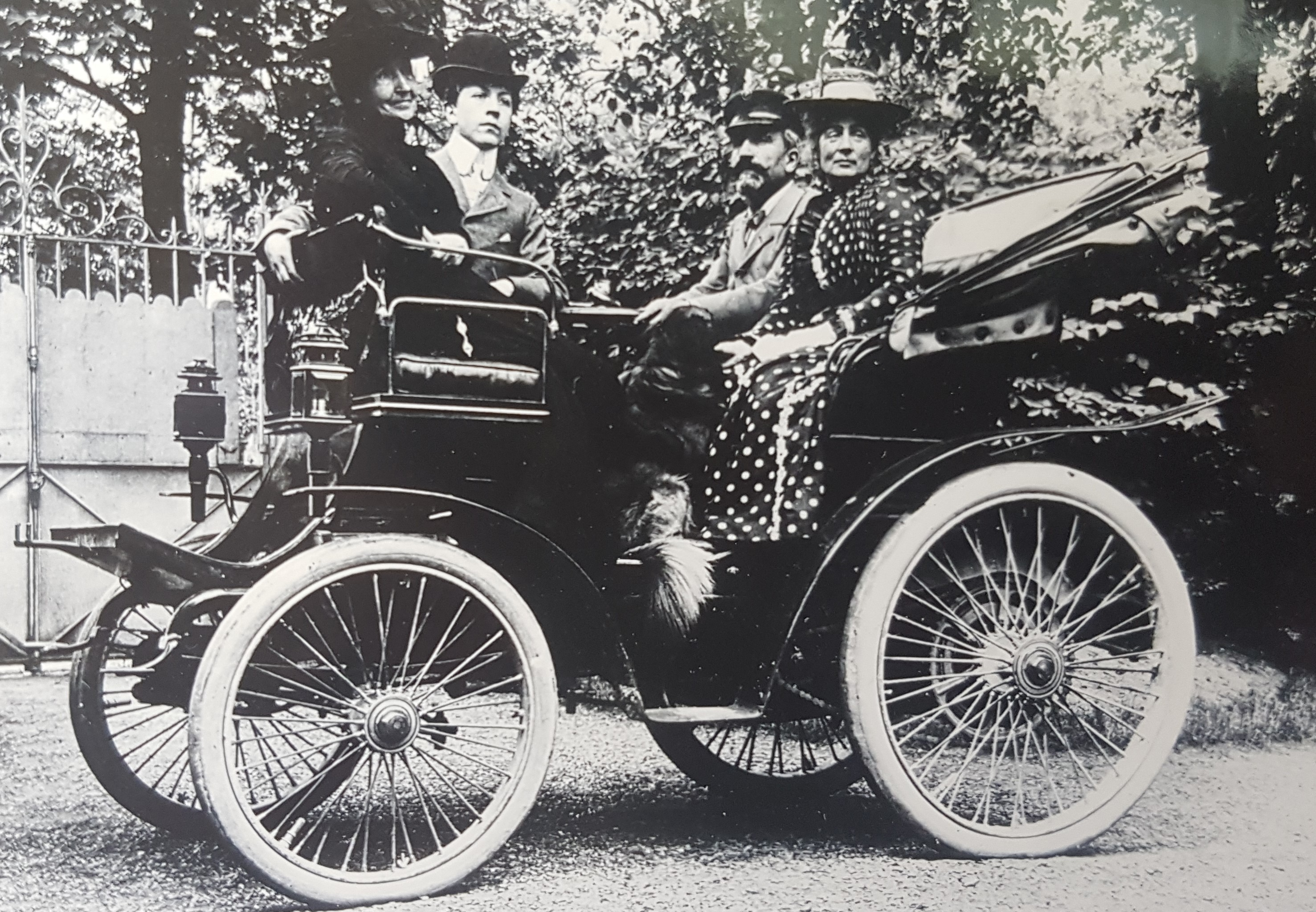
André Rossignol, deuxième en partant de la gauche

### La Guerre
Dandy mondain, André passe sa post-adolescence et sa jeunesse d'adulte à vivre des rentes familiales, profitant des plaisirs de la vie parisienne de la Belle Époque, admirant les prouesses de l'aviation naissante. Après un service miliaire volontairement effectué comme "planqué" dans l'intendance, le déclenchement de la Grande Guerre change complètement son état d'esprit et il s'engage finalement dans l'aviation, affectation hautement risquée à une période où la fiabilité des avions est un concept tout à fait relatif. 
Après une préparation à l'école d'aviation d'Avord, qui venait d'être fondée, et où il côtoiera notamment les futurs as Guynemer et Nungesser, Rossignol sera parmi les premiers aviateurs brevetés pendant la guerre (brevet de pilote du 29 avril 1915 no 866, sur avion Voisin, trois jours après Guynemer -no 853-).
Il est nommé caporal le 4 mai 1915, puis sergent le 3 août, affecté à la défense de Paris au sein de l'escadrille V97 du Camp Retranché de Paris. C'est une affectation qui va se révéler globalement très calme car les avions allemands n'ont que très rarement menacé la capitale...Les aviateurs du CRP n'ont donc fait que des vols de patrouille sans histoire au-dessus de Paris, non sans de nombreuses péripéties cependant, principalement du fait du manque total de fiabilité des avions de l'époque (qui coupent fréquemment leur moteur inopinément). Rossignol y restera toute la guerre : le 18 juin 1916, il est affecté à l'escadrille N 395 CRP (devenue escadrille no 461) - une escadrille de chasse du camp de retranché de Paris, sur Nieuport. Là, Il y est nommé sous-lieutenant le 18 juillet 1916, puis va être muté à l'escadrille 350 (future escadrille 462, une autre escadrille de chasse du CRP) le 1er avril 1917.
Le 6 octobre 1917, il intègre le service technique aéronautique et le 23 juillet 1918 devient officier de réception des avions livrés par les usines à l'armée. Pilote d'essai, notamment sur SPAD, il évite donc les combats aériens que doit livrer le CRP en 1918 contre les bombardiers allemands !
Après l'armistice, il n'est pas démobilisé et va être hospitalisé du 15 février au 18 septembre 1919 - probablement une mauvaise grippe espagnole comme c'était souvent le cas. Il sera démobilisé le 6 octobre 1919. 

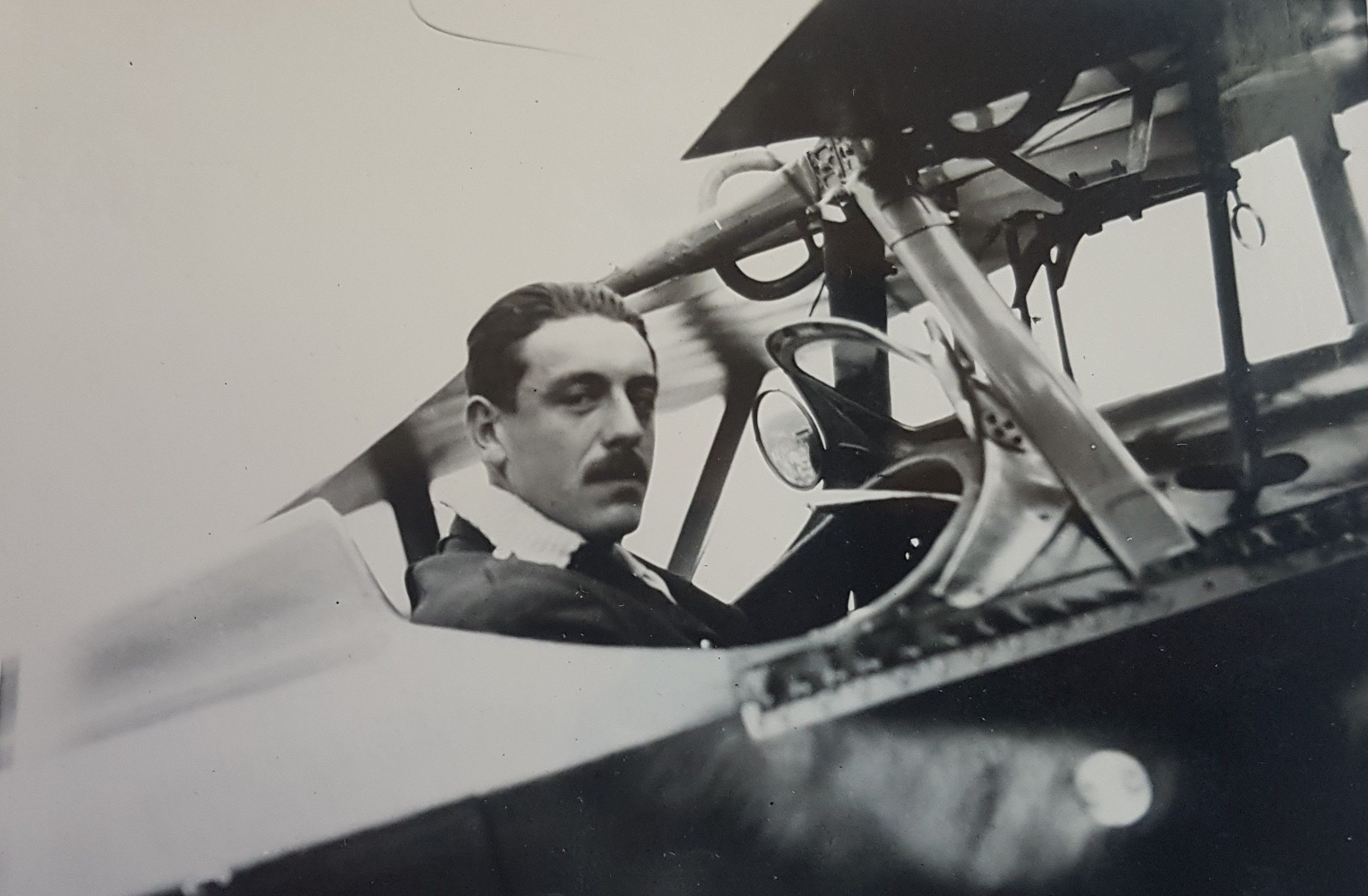
André Rossignol, vers 1916, dans son avion

Il a donc fait une guerre assez discrète au cours de laquelle il aura eu deux citations à l'ordre de l'aéronautique du CRP (2 étoiles de bronze), mais profitera de son affectation parisienne pour continuer de profiter d'une vie nocturne débridée en compagnie des plus grands as de la première guerre.

### Les courses automobiles et les 24 heures du Mans
Après guerre, tout en se lançant progressivement dans le métier de financier pour le compte de l'entreprise familiale, reprise par son frère, il consacre ses loisirs au sport automobile, intégrant le club parisien de la "Corrida", rassemblement de jeunes fortunés ayant pour objectif principal de rouler à tombeau ouvert sur les routes de l'époque. Son adresse au volant le fait remarquer par Lorraine-Dietrich, qui décide de lui offrir une place de pilote sur une de ses automobiles pour les premières 24 Heures du Mans en compagnie de Gérard de Courcelles, ancien aviateur comme lui. 
Sur cette édition 1923, marquée par des pluies quasiment permanentes, Rossignol et de Courcelles amènent leur Lorraine-Dietrich B3-6 (dont la motorisation est due à Marius Barbarou) à la 8e place du classement général. L'année suivante, lors de l'édition 1924, améliorant techniquement leur voiture et sous un chaud soleil, les deux pilotes progressent au classement et se hissent sur la dernière marche du podium.
1925 est la grande année pour André Rossignol. Cette troisième édition des 24h du Mans, marquée par un duel au sommet avec la Sunbeam d'Henry Segrave (qui finira par abandonner) s'achève sur une victoire du duo, qui éprouvera cependant une panne totale des freins sur la Lorraine. Celle-ci terminera les dernières heures de course au "frein moteur", ce que les deux pilotes dissimuleront au comité de course afin d'éviter la disqualification. Quelques semaines plus tard, les 24 heures de Spa permettront au binôme Rossignol-de Courcelles d'obtenir une belle deuxième place derrière l'équipage André Lagache-René Léonard sur Chenard & Walcker.

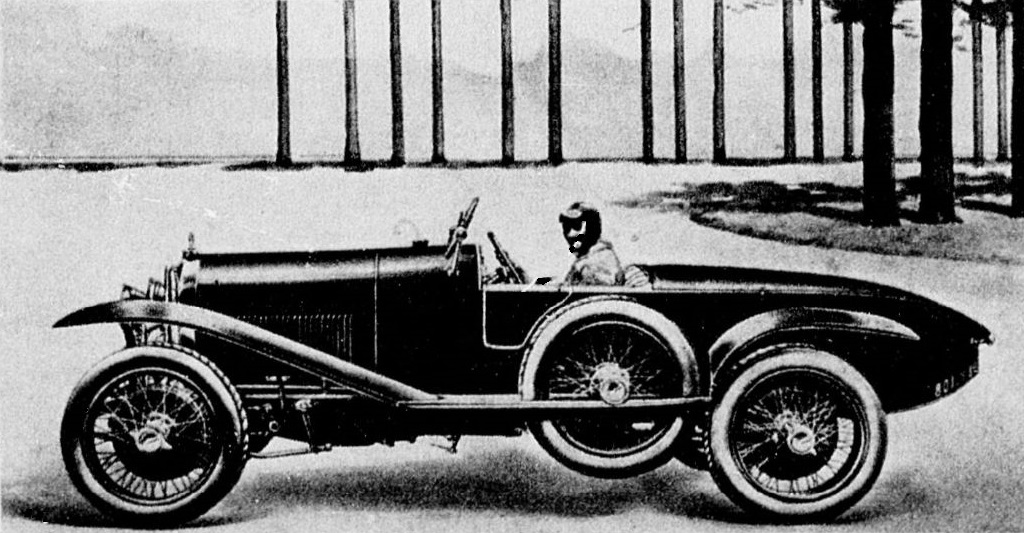
La Lorraine-Dietrich 15CV de de Courcelles et Rossignol, victorieuse des 24 Heures du Mans 1925.

En 1926, la maison Lorraine-Dietrich décide de casser son duo victorieux en le répartissant dans deux automobiles. C'est celle de Rossignol, associé à Robert Bloch, qui remporte la quatrième édition des 24 heures, devant celle de son ancien coéquipier, toujours sur une Lorraine-Dietrich B3-6. André Rossignol devient le premier double vainqueur des 24 heures, battant au passage le record de distance en cassant, pour la première fois, le mur des 100 km/h de moyenne sur une course automobile.
Le possible triplé sera vite enterré car, en 1927, Lorraine-Dietrich abandonne la compétition à la grande déception du coureur . En 1928 cependant, l'arrivée des constructeurs américains au Mans, et en particulier de Chrysler, le sort de sa semi-retraite puisque l'entreprise lui propose un volant, associé à Henri Stoffel. Trop peu puissante pour contrer les Bentley et les Stutz, sa Chrysler 72 Six termine 3e de la course. La même déception l'attendra aux 24 heures de Spa 1929, où une 3e place finale, loin derrière les Alfa-Romea 6C, ne suffira pas à le satisfaire et il arrêtera alors progressivement la compétition automobile au début des années 1930.

Il dispute également trois Grand Prix entre 1927 et 1932, terminant notamment septième du Grand Prix de Picardie 1930 et onzième du Grand Prix de La Baule 1932 sur Chenard et Walcker.

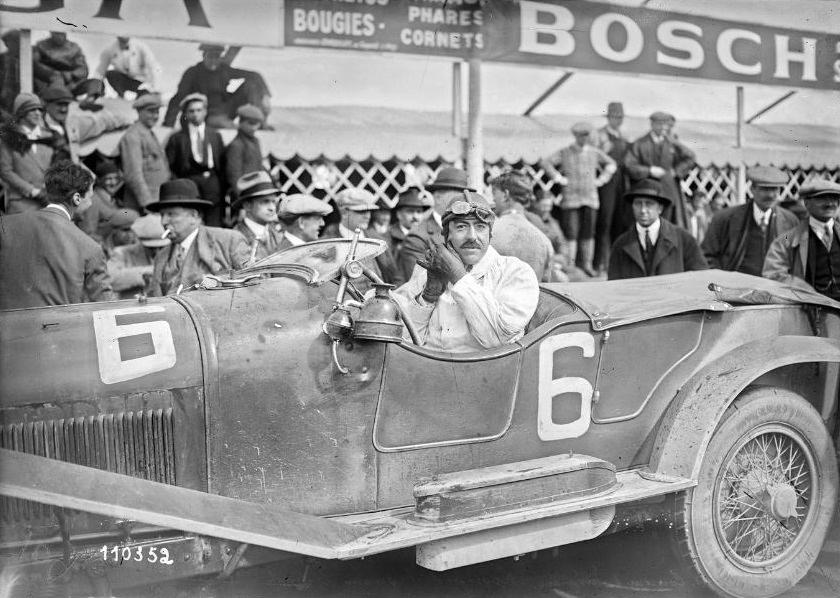
André Rossignol aux 24 heures du Mans 1926, sur Lorraine-Dietrich.

### Après la course
Sa carrière de coureur terminée, André Rossignol se consacrera à ses affaires financières, aidant notamment son ami Raymond Oliver à financer l'acquisition de son restaurant, le Grand Véfour, en 1948.
Il se marie en 1946 avec Odette Avril, dont il n'aura pas d'enfants. En 1952, il reçoit la Légion d'Honneur, notamment pour ses faits de guerre lors de la Première Guerre Mondiale.
Il meurt le 5 décembre 1960 à Paris et est enterré à Piencourt, où il possédait une propriété.

## Résultats aux 24 Heures du Mans

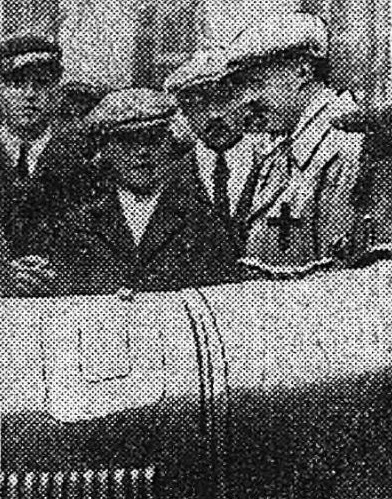
André Rossignol (à droite) aux 24 Heures du Mans 1926.

| Année | Voiture             | Équipe                 | Équipiers            | Résultat  |
| ----- | ------------------- | ---------------------- | -------------------- | --------- |
| 1923  | Pas de nom d'équipe | Lorraine-Dietrich B3-6 | Gérard de Courcelles | 8e        |
| 1924  | Pas de nom d'équipe | Lorraine-Dietrich B3-6 | Gérard de Courcelles | 3e        |
| 1925  | Pas de nom d'équipe | Lorraine-Dietrich B3-6 | Gérard de Courcelles | Vainqueur |
| 1926  | Pas de nom d'équipe | Lorraine-Dietrich B3-6 | Robert Bloch         | Vainqueur |
| 1928  | Pas de nom d'équipe | Chrysler 72 Six        | Henri Stoffel        | 3e        |

## Autres podiums
- 2e des 24 Heures de Spa en 1925, avec de Courcelles sur Lorraine-Dietrich B3-6
- 3e des 24 Heures de Spa en 1929, avec Stoffel sur Chysler 75 Six.

## Distinctions
- Croix de Guerre 14-18 ;
- Chevalier de la Légion d'honneur en date du 21 mai 1952[5].